# Prise d'otages de Gladbeck
Vous lisez un « bon article » labellisé en 2018.
La prise d'otages de Gladbeck (en allemand : Geiselnahme von Gladbeck) se déroule du 16 au 18 août 1988 en Allemagne de l'Ouest. Dieter Degowski et Hans-Jürgen Rösner attaquent une agence de la Deutsche Bank à Gladbeck et prennent en otage deux personnes. Échappant pendant deux jours aux tentatives d'arrestation des policiers, ils s'emparent ensuite d'un bus d'une trentaine de passagers à Brême, avec l'aide de Marion Löblich, et prennent la fuite en direction des Pays-Bas. Le 18 août 1988, cette cavale prend fin à la suite d'une opération de police sur l'autoroute A3. 
Au cours de ce drame, Degowski tue Emanuele de Giorgi, un garçon de 14 ans, d'une balle dans la tête. À Brême, le policier Ingo Hagen, âgé de 31 ans, périt dans une collision avec un camion. Enfin, Silke Bischoff, une jeune femme de 18 ans, meurt sur l'autoroute d'un tir provenant soit de l'arme de Rösner soit de la police. La surmédiatisation de l'événement est vivement critiquée par la suite, l'omniprésence des journalistes ayant notamment compliqué l'intervention des forces de l'ordre. Ces dernières ont également été pointées du doigt pour leur gestion controversée des opérations.

## Auteurs
Hans-Jürgen Rösner, âgé de 32 ans, est né dans une famille de cinq enfants. Son père le maltraite dès son plus jeune âge et il est éduqué dans une Sonderschule (école spécialisée). Il est condamné une première fois pour vol à l'âge de 14 ans. Au moment du crime, il a déjà commis à Gladbeck des vols et des cambriolages en grand nombre et a déjà passé au total onze années en prison. Il est recherché depuis août 1986, date à laquelle il n'est pas revenu d'une permission de sortie. En août 1987, il s'installe avec Marion Löblich et la fille de cette dernière dans un appartement du quartier Rentfort-Nord de Gladbeck. Celui-ci doit être perquisitionné par la police le 16 août 1988, le matin même de la prise d'otages. 
Dieter Degowski, ami de Rösner depuis la même Sonderschule, a 33 ans et vit de petits boulots et d'aide sociale. Maltraité par son père durant son enfance, comme Rösner, il développe un caractère violent et asocial. Après les faits, un test d’intelligence a révélé un QI inférieur à la normale : cependant, son intelligence limitée n’exclut pas sa responsabilité.
Marion Löblich, 35 ans, est la petite amie de Rösner.

## Déroulement des faits

### 16 août: attaque de la banque et fuite en voiture

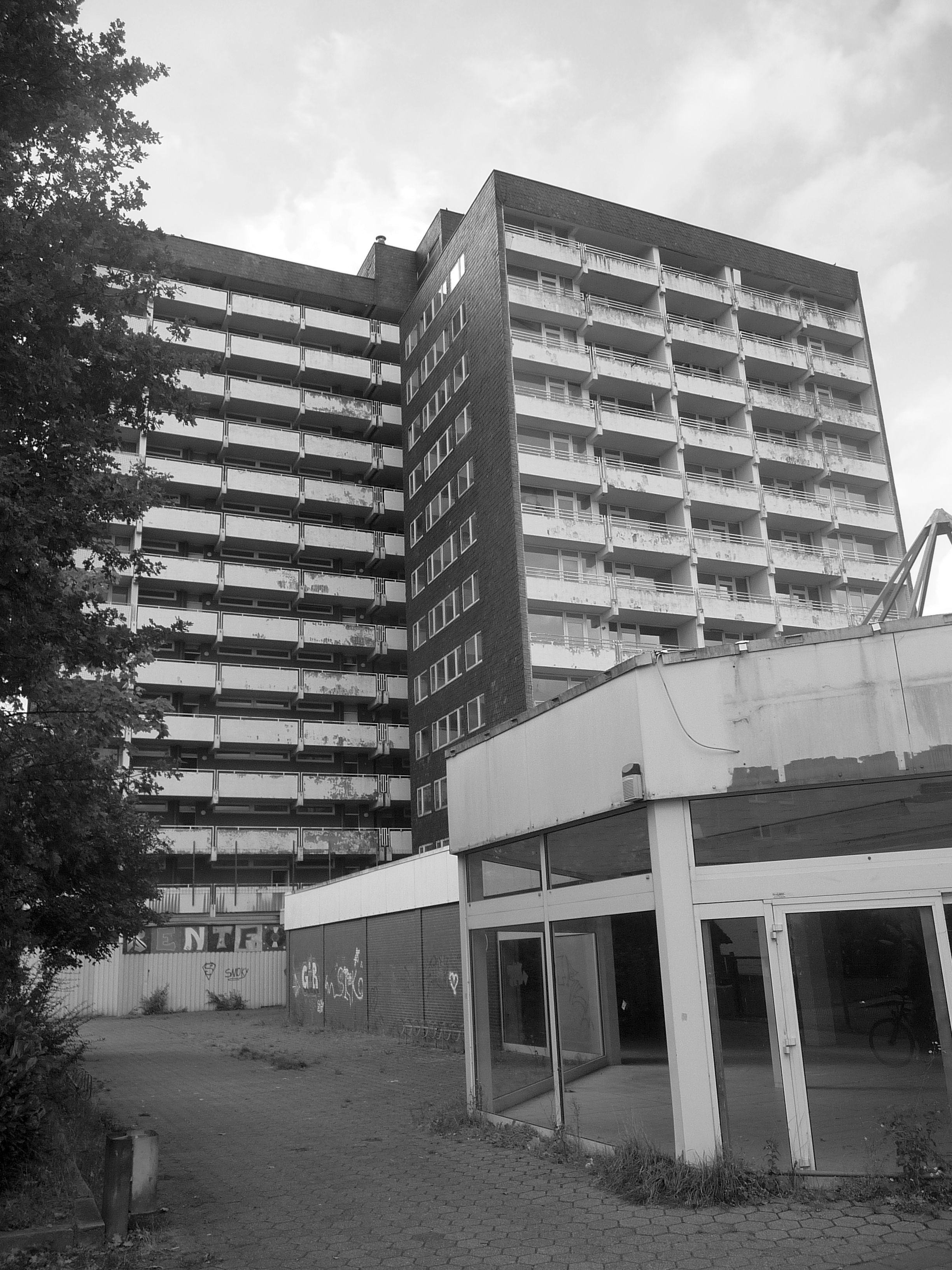
Complexe d'immeubles abritant des appartements, des magasins ainsi que la succursale de la Deutsche Bank à Gladbeck, en 2015.

#### Attaque de la Deutsche Bank de Gladbeck

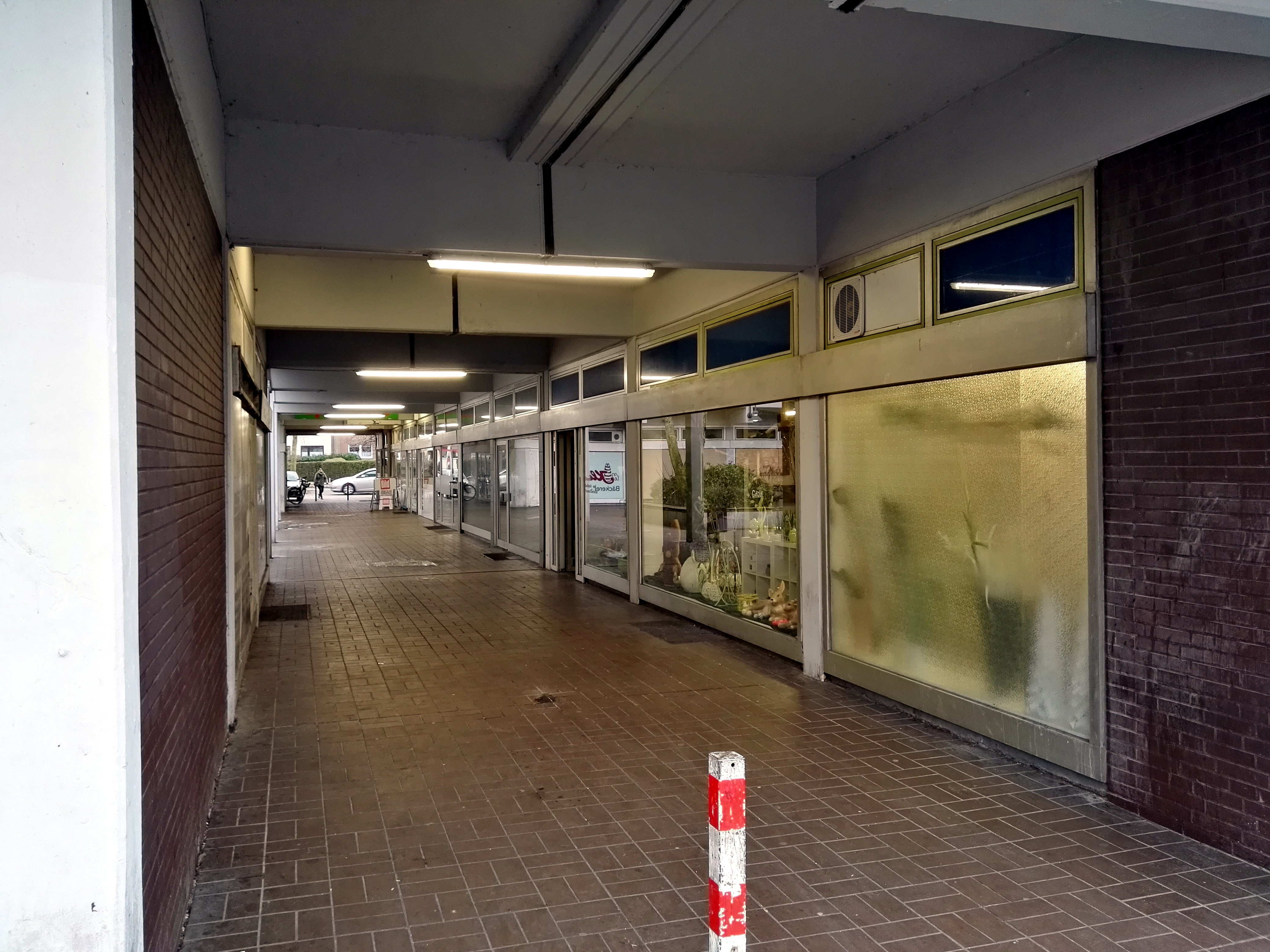
Anciens locaux de la banque, avec la porte d'entrée à droite.

Le 16 août 1988, juste avant 8 h, Dieter Degowski et Hans-Jürgen Rösner entrent par effraction dans la succursale de la Deutsche Bank à Gladbeck, dans le district de Rentfort-Nord, avec l'intention de braquer l'établissement. À 8 h 4, un médecin, dont le cabinet est situé au premier étage du centre commercial voisin et qui a vu les voleurs entrer dans la banque, prévient la police.  
Les premiers agents arrivent quelques minutes plus tard, alors que Degowski et Rösner se trouvent encore dans la banque. En voyant la police, les deux complices se réfugient dans le bâtiment et prennent en otage deux employés : Reinhard Alles, 35 ans, et Andrea Blecker, 24 ans. Une discussion s’engage avec la police ; les voleurs réclament une BMW 735 pour pouvoir s’enfuir, une deuxième clé pour l'ouverture du coffre-fort et 300 000 Deutsche Marks. Pendant ce temps, des centaines de policiers appartenant à différentes unités de la région de Rhénanie-du-Nord-Westphalie, parmi lesquels un détachement du SEK, accourent sur les lieux du crime. Le chef de la police criminelle de Gladbeck, Friedhelm Meise, prend la direction des opérations ; fonctionnaire de métier et bien considéré par ses supérieurs, c'est néanmoins la première fois qu'il dirige une équipe dans une affaire de cette envergure. 
Alors que la police s'efforce de tenir les civils à l'écart et de faire évacuer la zone, les braqueurs tirent plusieurs coups de feu en direction des agents déployés autour de la banque. À l'intérieur, les deux otages, qui réalisent la gravité de la situation, conjurent la police d'accepter les conditions fixées par les deux malfaiteurs. En réalité, les forces de l'ordre cherchent surtout à gagner du temps afin d'épuiser physiquement et mentalement les braqueurs. Une discussion tendue s'enclenche entre ceux-ci et les négociateurs de la police, ponctuée notamment par des coups de feu en l'air de Rösner et de Degowski. Les autorités proposent aux deux hommes de se rendre en libérant leurs otages, en échange de quoi ils ne se verront infliger qu'une peine de six mois de prison, mais Rösner refuse de céder. Au même moment, les premiers journalistes entrent en contact avec les braqueurs et leurs otages ; l'équipe de négociation tente également de dialoguer avec Rösner et Degowski, mais sans grand succès, sa méthode d'approche étant jugée après coup beaucoup trop conciliante.

#### Négociations et départ des preneurs d'otage
Simultanément, la police étudie la possibilité d'une intervention dans le bâtiment. Diverses propositions sont étudiées, mais chacune nécessite un temps d'exécution d'environ cinq à six secondes, suffisant pour permettre aux braqueurs d'abattre les otages. Une querelle surgit alors au sein de la hiérarchie entre les tenants d'une ligne conservatrice, prêts à risquer la vie des otages pour mettre fin à la crise, et leurs homologues plus libéraux, soucieux de continuer à aller dans le sens des malfaiteurs pour protéger les otages. L'idée d'une intervention est finalement abandonnée. À 15 h 12, sept heures après le début du braquage, les 300 000 marks, la clé et la voiture sont prêts à être mis à la disposition de Rösner et de Degowski. Un policier en caleçon apporte l'argent dans des sacs en plastique et le dépose devant la porte. L'otage Reinhard Alles, un pistolet braqué sur lui, récupère les sacs. Au quartier général de la police, Meise, probablement sous l'influence du ministre de l'Intérieur de la Rhénanie-du-Nord-Westphalie, Herbert Schnoor, décide de laisser repartir les braqueurs avec leurs otages à bord d'une voiture, avec l'espoir que les criminels relâcheront très vite les deux employés dès lors qu'ils se sentiront en sécurité. Une Audi, préalablement modifiée avec un dispositif d'écoute et un système contrôlant le démarrage du moteur, est garée devant la banque. À 21 h 47, en présence d'une foule de journalistes, Rösner et Degowski, tenant chacun en joue un otage, montent à bord du véhicule avec leur magot. Rösner prend le volant pendant que Degowski s'installe à l'arrière entre Alles et Blecker. Les deux malfrats roulent alors à vitesse modérée dans Gladbeck, escortés pendant quelques kilomètres par la police.
Plus tard, les enquêteurs soulignent le comportement inhabituel des preneurs d’otage après leur départ : au lieu de quitter Gladbeck, les voleurs s’attardent dans la ville ; Rösner, arme à la main, passe commande dans un casse-croûte et va ensuite acheter des somnifères à la pharmacie. Persuadé que son véhicule a été trafiqué par la police, Rösner cherche à se procurer une autre voiture. Armé d’un pistolet, il fait irruption dans un restaurant afin de s’emparer d’un véhicule garé à l’entrée. Toutefois, malgré les coups de feu tirés depuis l’extérieur par Degowski à travers la fenêtre, le propriétaire du véhicule reste introuvable et les voleurs se retirent. Devant une salle de jeu, les deux hommes parviennent à se procurer une nouvelle voiture, mais, soupçonneux, ils décident à nouveau de changer de véhicule et se dirigent vers une station-service de la Horster Strasse. Là, Rösner dérobe l’arme de service d’un policier et une radio. Les malfrats tombent alors dans un piège tendu par la police lorsque Rösner décide de voler une voiture garée en évidence sur le stationnement et préalablement équipée par la police d’une balise de suivi. Avant de quitter Gladbeck en direction de Münster, les deux complices et leurs otages passent prendre Marion Löblich, la petite amie de Rösner, à 0 h 54. Ils passent ensuite toute la nuit sur l’autoroute.

### 17 août: fuite et prise d'otage du bus

#### Arrivée à Brême
Le 17 août, à 3 h 30, Degowski, Rösner, Löblich et leurs otages s'arrêtent à l'aire de repos de Grönegau pour se restaurer et lire les journaux. Vers 4 h, Rösner et Löblich se rendent aux toilettes tandis que Degowski reste seul à table avec les otages. La police, qui observe la scène à distance, est cependant trop lente à réagir et laisse passer une occasion de libérer les otages avant le retour de Rösner et de Löblich, qui se produit cinq minutes plus tard. À 8 h 23, les trois complices et leurs otages prennent leur petit-déjeuner dans un café à Hagen. Ils empruntent ensuite l'autoroute pour se rendre à Brême où Löblich a de la famille. Arrivé dans le quartier Vegesack de Brême, Rösner, en compagnie de Löblich, décide d'aller faire des courses pendant environ une heure, laissant Degowski seul dans le véhicule avec les otages. Ce dernier, sous l’effet de l’alcool et des comprimés qu’il a ingurgités, sort pour uriner à l’extérieur du véhicule puis s’endort sur son siège avec son arme à proximité. Toutefois, la police décide de ne pas intervenir, car elle s’attend à une libération imminente des otages. Rösner, de retour avec Löblich, annonce aux deux employés de banque qu'ils vont bientôt être relâchés. 

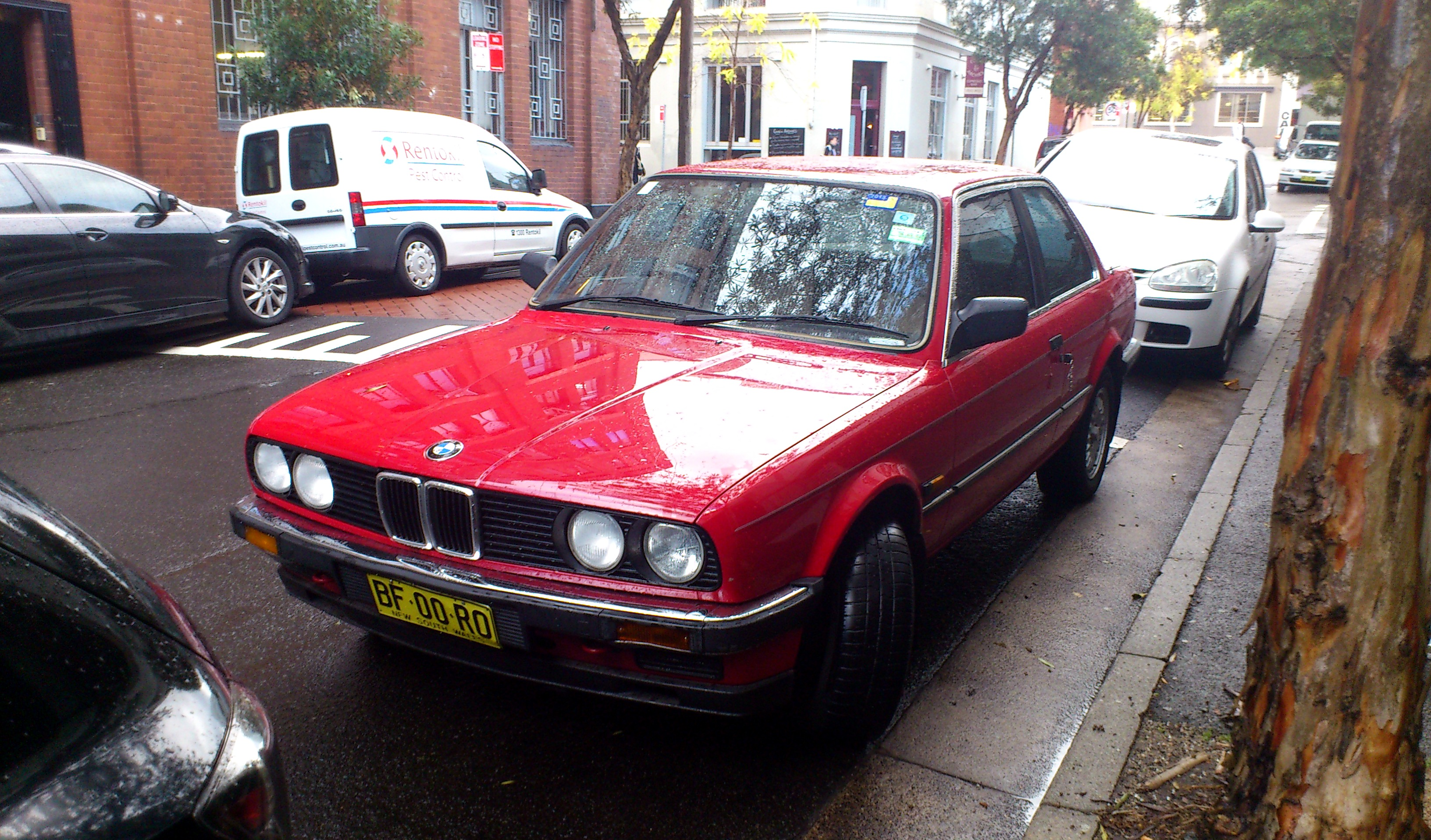
Une voiture BMW 318i, véhicule utilisé par les preneurs d'otages.

Après le retour de Rösner et de Löblich, les preneurs d’otages décident de changer de voiture, mais échouent par deux fois à en louer une. Croyant à une manœuvre de la police, ils se rabattent sur une société de location située dans le quartier de Delmenhorst. Alles, accompagné de Monika Löblich, la sœur de Marion, se présente au guichet et annonce qu'il est l'un des otages de la banque de Gladbeck. L'employée qui se trouve au comptoir contacte alors ses supérieurs, mais Rösner fait irruption quelques minutes plus tard dans le magasin. Arrachant le combiné, il se rend compte que la police est au bout du fil et force l'employée à lui remettre immédiatement les clés d'une BMW 318i qu'il a repérée à l'extérieur. À ce moment-là, non seulement il n'est plus question de libérer les otages, mais la nouvelle voiture, contrairement au véhicule précédent, n'est pas équipée d'un dispositif de suivi ; de fait, il n'est plus possible pour la police d'écouter les conversations dans l'habitacle et de localiser avec précision le véhicule en fuite, lequel est néanmoins suivi par des journalistes de Radio Bremen.
À 18 h 20, le véhicule des braqueurs arrive dans le quartier Bruck, à hauteur de l'arrêt de bus d'Huckelriede. À cet instant, la confusion règne au sein des forces de police, le responsable des opérations à Gladbeck refusant de passer la main à son homologue de Brême. De son côté, Rösner entre dans un magasin de légumes avec l'otage Alles qui appelle la police et lui enjoint de se retirer. La discussion ne débouchant sur aucune solution convaincante, Rösner, furieux, ressort du magasin et tire plusieurs coups de feu en l'air ; puis, empoignant Alles tandis que Degowski se saisit de Blecker, le pistolet braqué sur la tête des otages, les deux bandits s'avancent dans la rue, suivis à distance par Löblich à bord de la BMW. Rösner tente d'abord de s'emparer d'une voiture en menaçant son propriétaire, avant de jeter son dévolu sur le bus de la ligne 53 qui stationne à l'arrêt d'Huckelriede. À 18 h 58, le chef de la police de Brême, Peter Möller, qui a déjà ordonné de faire évacuer tous les bus et tramways du secteur, prend la direction des opérations.

#### Prise d'otage du bus et premières interviews

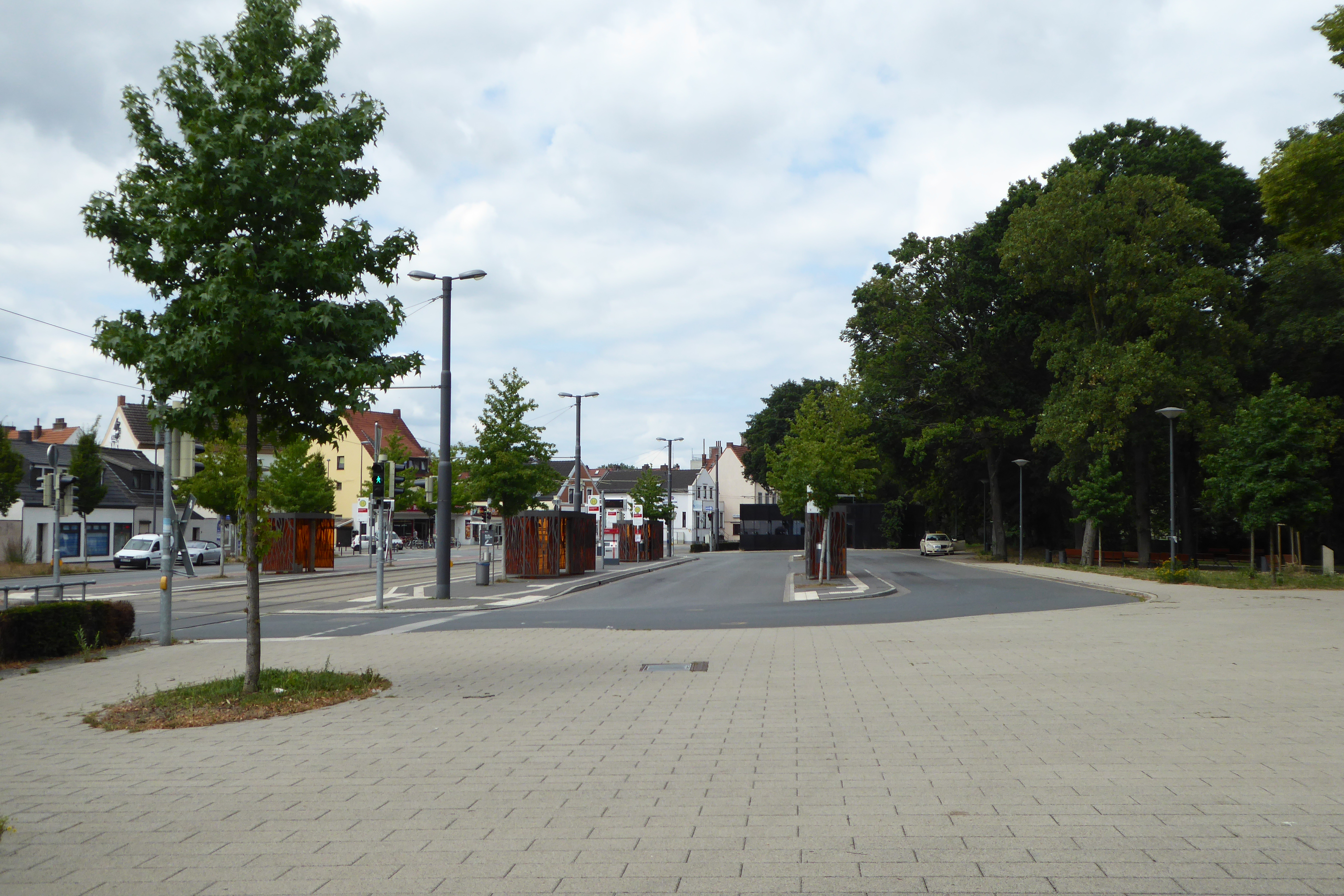
La gare routière d'Huckelriede en août 2019. Le gingko planté en souvenir de l'événement et la stèle portant les noms des trois victimes de la prise d'otages sont à l'extrême droite de la photo.

À l'intérieur du bus, les passagers ont entendu les coups de feu, mais le chauffeur du bus Wolfgang Schweickart, âgé de 36 ans, refuse de démarrer, car son trajet le conduit directement à la zone d'où proviennent les tirs et il refuse de prendre un autre itinéraire. Il décide finalement de partir en voyant les preneurs d'otage arriver, mais il doit stopper au carrefour à cause d'un feu rouge. Rösner en profite pour braquer son pistolet en direction du chauffeur et le forcer à ouvrir la porte du bus. À 19 h, Rösner, Degowski, Löblich et leurs otages montent à bord du bus qui contient une trentaine de passagers, et font regrouper ces derniers à l'arrière. Très vite, les malfaiteurs relâchent cinq personnes, pour la plupart des personnes âgées, ainsi que le chauffeur du bus Wolfgang Schweickart qui a terminé son service. Son collègue Paul Mikolajczak, âgé de 57 ans, le remplace. Le bus est rapidement entouré par une foule de journalistes et de passants tandis que la police, arrivée tardivement sur les lieux, tente de réguler le trafic dans la zone. Des équipes de télévision sont même autorisées à filmer à l’intérieur du bus et à interviewer les otages. Un photographe, Peter Meyer, âgé de 38 ans, discute à plusieurs reprises avec les malfaiteurs et fait connaître leurs revendications à la presse : une voiture et un policier menotté et sans armes en échange des otages. Néanmoins, les autorités, en particulier le sénateur Bernd Meyer et le ministre de l'Intérieur de la Rhénanie-du-Nord-Westphalie Herbert Schnoor, refusent d'envoyer un des agents, jugeant cette décision beaucoup trop risquée.
En l'absence d'une réaction de la part de la police, Rösner accepte de donner une interview à Günter Ollendorf, journaliste à Radio Bremen, au milieu des photographes et des caméras de télévision qui retransmettent les images en direct devant des millions de téléspectateurs. Pistolet en main, Rösner affirme sa détermination à aller jusqu'au bout avant de déclarer : « en ce qui me concerne, il est absolument certain que je prendrai la fuite — sinon cela se terminera comme ça », en enfonçant le canon de son pistolet dans la bouche. Le contact tente ensuite d’être établi entre les preneurs d'otages et la police, sans succès ; les appareils utilisés sont désuets, ne sont pas réglés sur les bonnes fréquences ou fonctionnent mal, ce qui engendre une grande confusion entre les différents services et dans les ordres transmis aux agents déployés sur place. Alors que la police s'obstine à vouloir négocier par radio, ce qui ne plaît pas du tout à Rösner, Meyer tente d'utiliser son téléphone de voiture, mais la police ne décroche pas. Une Opel Senator est finalement mise à disposition des braqueurs, mais Rösner, méfiant, demande à utiliser à la place le véhicule de Meyer, ce que celui-ci accepte. Un journaliste fait alors remarquer à Rösner que la voiture est trafiquée et celui-ci retourne dans le bus.
La tension monte à bord du bus : Rösner devient plus agressif et tire même un coup en feu en direction d'un homme qui regardait la scène derrière la vitre de son appartement. Des tireurs d'élite sont déployés sur les immeubles alentour et sont à plusieurs reprises en mesure d'éliminer les malfrats sans risque pour les otages, mais l'ordre de tirer ne vient pas, car ces derniers n'ont pour le moment subi aucune violence et une telle initiative contreviendrait au règlement en vigueur au sein de la police de Brême. Excédé, Rösner s'empare de la petite Tatiana de Giorgi, âgée de 9 ans, qui se trouve à bord du bus avec son frère Emanuele, un adolescent italien de 14 ans, et la pousse à l'extérieur en lui braquant son pistolet sur la tête et en menaçant de l'abattre si la police ne vient pas. En définitive, aucune intervention policière ne se produit, et à 21 h 45, sur ordre de Rösner, le bus s'en va.

#### Capture de Marion Löblich et mort d'un otage
Après un arrêt à une station-service dans Brême, le bus prend l'autoroute A1 en direction de Hambourg, avant que Rösner ne décide de mettre le cap sur les Pays-Bas. Plusieurs otages demandant à faire leurs besoins, de même que Löblich, Rösner accepte de faire une halte à l'aire de repos de Grundbergsee. Le véhicule est immédiatement entouré par les journalistes alors que la police se tient prête à intervenir. Andrea Blecker et Reinhold Alles, les deux employés de banque, sont libérés par les preneurs d'otages en échange de Peter Meyer et du journaliste Wolfgang Kempf. Les otages souhaitant se rendre aux toilettes y sont accompagnés par Marion Löblich. Pendant ce temps, les forces spéciales présentes sur les lieux, n'ayant quasiment aucun contact avec le centre de commandement des opérations à Brême en raison des mauvaises transmissions radio, décident de s'emparer de Marion Löblich, isolée de ses complices aux toilettes. À 22 h 39, l'opération est déclenchée : deux fonctionnaires de police se jettent sur la petite amie de Rösner qui est désarmée, menottée et poussée dans une voiture.
Apprenant la nouvelle, Rösner et Degowski exigent qu’elle soit immédiatement relâchée et menacent d’abattre un otage si elle ne revient pas dans les cinq minutes. Les autorités chargées de l’opération donnent immédiatement l’ordre de relâcher la petite amie de Rösner, mais son exécution est retardée par une série de contretemps (Löblich a déjà été transportée un peu plus loin à bord d’un véhicule et une clé s’est cassée dans les menottes). À 23 h 6, le délai ayant expiré, Degowski abat Emanuele de Giorgi d’une balle en pleine tête, sous les yeux de sa sœur Tatiana. Quelques secondes plus tard, Löblich est de retour dans le bus. Le jeune homme, transporté à l’extérieur du bus par les journalistes Meyer et Kempf, se vide de son sang en attendant la venue de l’ambulance qui n’arrive sur les lieux que 20 minutes plus tard. De Giorgi est alors conduit à l'hôpital St.-Jürgen de Brême, mais le trafic est bloqué par la police qui a décidé de fermer temporairement l'accès à l'autoroute et il faut presque une heure à l'ambulance pour arriver à destination. Emanuele de Giorgi décède à l'hôpital le 18 août à 1 h 15 du matin.
Peu après le coup de feu tiré contre l'adolescent, le bus toujours aux mains des preneurs d'otages repart en direction des Pays-Bas.

### 18 août

#### Arrivée aux Pays-Bas et retour en Allemagne

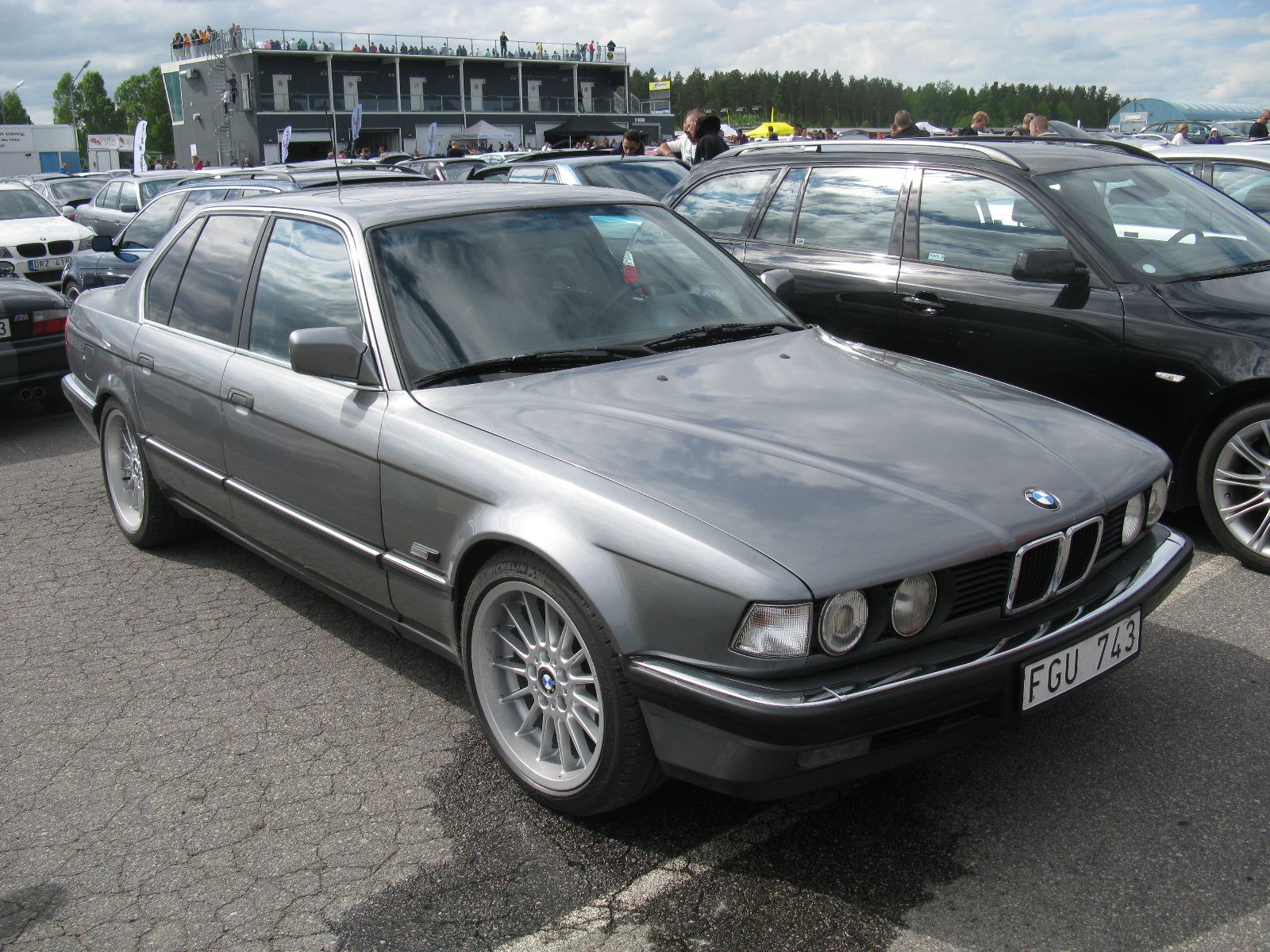
Une BMW 735i, autre véhicule utilisé par les preneurs d'otages.

Alors que le bus se dirige vers les Pays-Bas avec encore 24 otages à son bord, le ministre de l'Intérieur de la Rhénanie-du-Nord-Westphalie, Herbert Schnoor, décide de faire intervenir un détachement du GSG 9, une unité d'élite anti-terroriste de la police fédérale. Toutefois, le centre de commandement des opérations, retourné à Gladbeck depuis 1 h 48, refuse catégoriquement l'appui de cette seconde force de police et se prépare à intervenir contre le bus en mouvement au cas où la situation dégénérerait. Cependant, Rösner, Degowski et Löblich, épuisés, ont désormais pour seul objectif de parvenir à s'enfuir avec leur butin. À 2 h 28 du matin, le bus franchit la frontière néerlandaise près de Bad Bentheim avant de s’arrêter quelques kilomètres plus loin au bord de la route à Oldenzaal, à côté d'une zone forestière. Des négociations s'engagent avec la police néerlandaise, qui demande aux preneurs d’otages de relâcher les enfants en échange d'une BMW 735i. Ces conditions sont acceptées par les malfaiteurs et cinq enfants ainsi qu'une femme sont libérés. Peu après, alors qu’il transporte le butin et les vivres dans la voiture, Rösner tire malencontreusement avec son arme en soulevant un sac en plastique, blessant Löblich à la cuisse et le chauffeur du bus à la main. Surpris, Degowski croit que la police a ouvert le feu et tire au jugé dans les bois au bord de la route. La police néerlandaise, qui s'y trouve déployée, se prépare à attaquer le bus lorsque Rösner fait savoir par radio que le coup de feu n'était qu'accidentel.
La situation s'étant apaisée, les malfrats prennent place à bord de la voiture. Dans leur fuite, ils emmènent deux otages : Silke Bischoff, une jeune femme de 18 ans pour qui Degowski s'est pris d'affection au cours du voyage, et Ines Voitle, son amie du même âge. Rösner prend le volant, avec Löblich à ses côtés et Degowski à l'arrière entre les otages. À 7 h 7, le véhicule des malfaiteurs repasse la frontière en sens inverse. Des centaines de policiers allemands sont déployés le long du trajet afin d'être en mesure d'intercepter la BMW à son passage. Des agents sont également envoyés dans les hôpitaux de la ville de Gronau, car Rösner, inquiet pour la blessure de Löblich, souhaite l'emmener aux urgences, mais cette dernière refuse et la voiture poursuit sa route via l'autoroute A1 en direction de Cologne. Pendant ce temps, le chef de la police criminelle Meise met en place avec ses équipes un protocole d'intervention dans le cas où Degowski se retrouverait un moment seul avec les otages, mais une telle occasion ne se produit pas. À 9 h 4, Rösner quitte l'autoroute pour se rendre dans le centre-ville de Wuppertal, où il se procure des médicaments dans une pharmacie et demande au pharmacien de soigner directement Löblich dans la voiture. La police n'ose pas intervenir, car deux des preneurs d'otages (Löblich et Degowski) se trouvent encore dans la voiture et le risque est jugé trop grand pour les otages.

#### Halte à Cologne

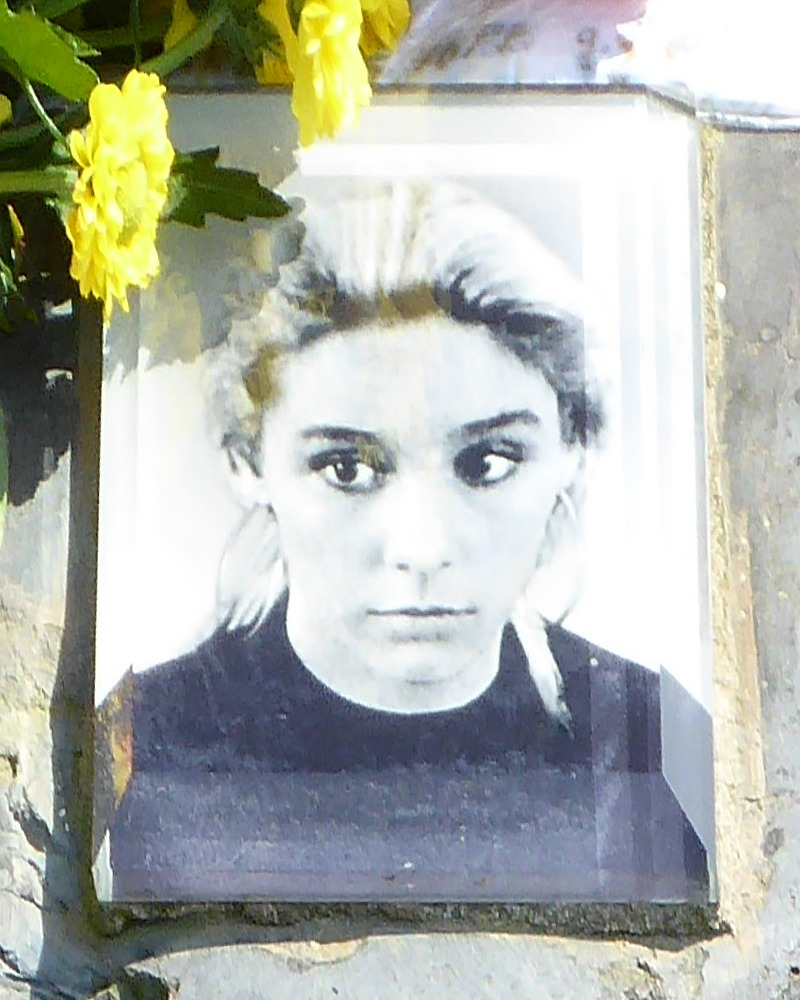
Photographie de Silke Bischoff sur le mémorial qui lui est dédié à Bad Honnef.

Vers 10 h 30, la BMW conduite par Rösner entre dans Cologne. La direction des opérations est alors confiée au directeur des affaires criminelles de la ville, Armin Mätzler, un homme d'expérience qui a été confronté plusieurs fois à des situations difficiles et qui est déterminé à ne pas laisser repartir les preneurs d'otages. De son côté, Rösner, qui souhaite voir la cathédrale de Cologne, remonte les rues de la ville à la recherche de l'édifice, mais se perd dans la zone piétonne et gare finalement son véhicule sur la Breite Straße, une rue commerçante très fréquentée. Alors que Rösner est parti chercher du café, sa silhouette est très vite identifiée par les passants grâce aux images diffusées en boucle par les médias et une foule de badauds se rassemble autour de la voiture des malfaiteurs. De nombreux journalistes se joignent également à l'attroupement afin de réaliser des interviews avec les passagers de la BMW, y compris avec les deux otages, Silke Bischoff et Ines Voitle. Bischoff attire particulièrement l'attention : avec le pistolet de Degowski braqué sur son cou, elle répond aux questions des journalistes qui lui demandent comment elle se sent. D'autres s'empressent d'apporter des collations ou des vêtements aux preneurs d'otages tandis que certains passants se font prendre en photo devant le véhicule. 
Devant les caméras de télévision, les deux hommes et leur complice réaffirment leur volonté d'aller jusqu'au bout et menacent d'abattre un otage en cas d'intervention de la police. Celle-ci se prépare justement à passer à l'action avec des policiers en civil mêlés à la foule, sous la responsabilité d'un officier du SEK. Le but est de s'approcher au plus près de la voiture en faisant évacuer progressivement la foule et de neutraliser ensuite les preneurs d'otages, en les abattant si nécessaire. La mise en œuvre de ce plan est toutefois compliquée par l'omniprésence de la foule qui fait craindre des dégâts potentiels chez les civils et les risques encourus par les deux jeunes femmes retenues par les malfrats. L'agitation provoquée par l'infiltration des policiers fait craindre une réaction agressive de la part de Degowski et de Rösner qui semblent s'agiter de plus en plus à l'intérieur du véhicule, d'autant que la foule, loin de se disperser, continue d'augmenter de minute en minute. Le rédacteur en chef adjoint du Cologne Daily Express Udo Röbel, présent sur les lieux, joue le rôle de médiateur, s'emploie à contenir la foule et propose à Rösner d'échanger Bischoff et Voitle contre des religieux, ce que le braqueur accepte. Mise au courant, la police décide d'introduire deux policiers déguisés en religieux dans la voiture des preneurs d'otages, mais ces derniers, de plus en plus tendus, veulent maintenant repartir.
Afin de s'ouvrir un passage, les preneurs d'otages doivent sortir de la voiture et menacer passants et journalistes avec leurs armes pour les obliger à les laisser passer. Röbel monte ensuite dans le véhicule pour guider les malfrats jusqu’à la sortie de la ville. La BMW reprend sa route à travers la ville en direction de l'autoroute, suivis par la police et les journalistes. Malgré les ordres, les forces d'intervention n'osent pas agir dans Cologne même et sont perturbées dans leur travail par la présence de la presse. Le départ des preneurs d'otages est une grande déception pour la police et Herbert Schnoor appelle Mätzler pour lui faire part de son mécontentement. La BMW conduite par Rösner entre sur l'autoroute A3 à 13 h 5 et roule en direction de Francfort. À bord du véhicule, Degowski continue d'appuyer son revolver sur la tête de Bischoff malgré la présence de Röbel qui lui demande de traiter moins durement la jeune femme. Le journaliste en profite également pour donner sa carte de visite aux malfrats en prévision d'un entretien exclusif. Il est ensuite déposé dans une station-service près de Siegburg, tandis que les bandits avec leurs otages poursuivent leur route, toujours suivis à distance par la police et les journalistes.

#### Intervention de la police et fin de la prise d'otages

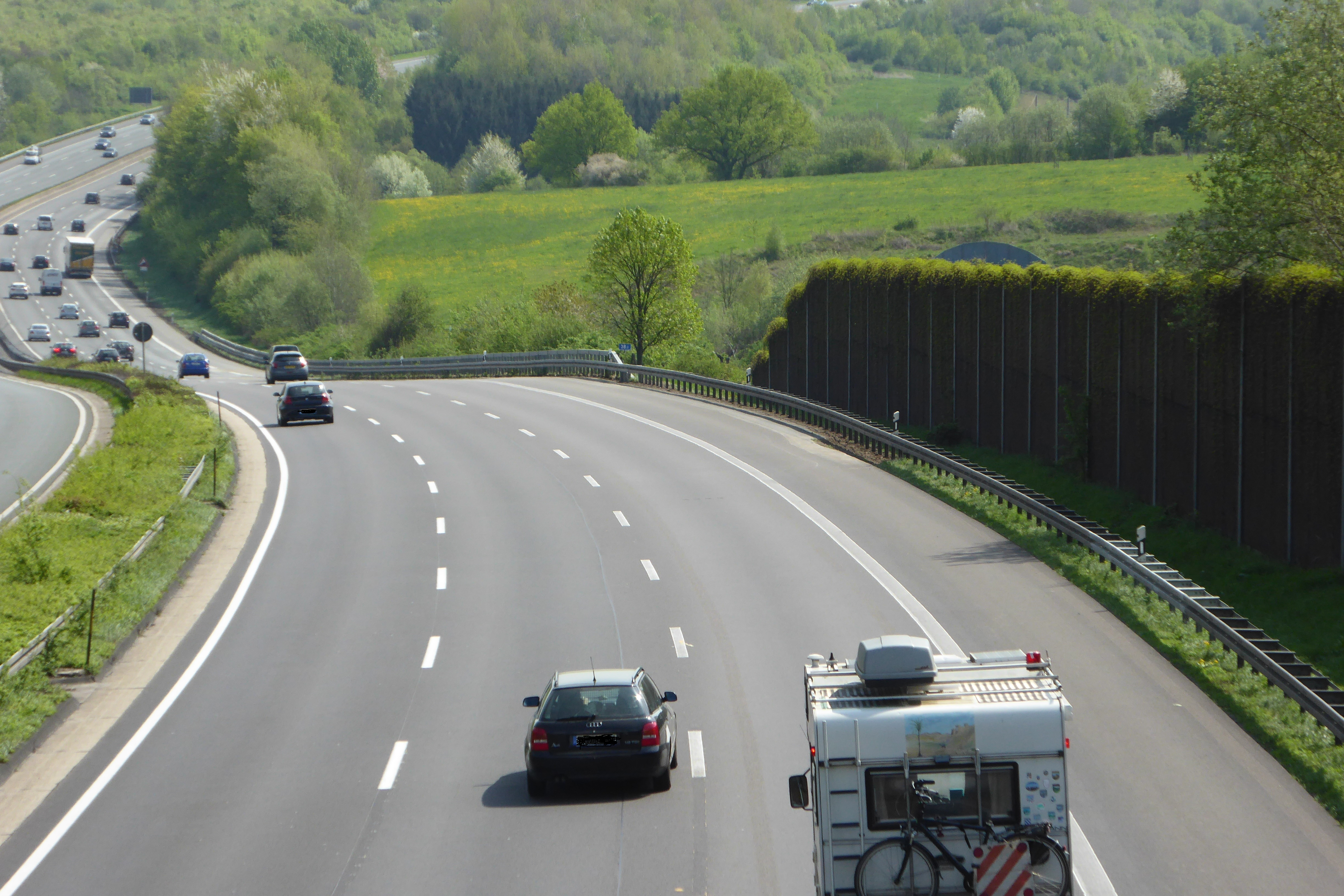
Vue sur l'autoroute A3 en direction de Francfort-sur-le-Main, depuis le pont de Kochenbacher Straße. Le site commémoratif dédié à Silke Bischoff se trouve derrière la glissière de l'autoroute, à gauche du mur anti-bruit.

Pendant que la BMW file à vive allure sur l'A3, Mätzler ordonne de mettre fin coûte que coûte à la prise d'otages sur l'autoroute. Il semble, malgré les déclarations contraires de Mätzler et de Schnoor, que la proximité de la frontière avec la Rhénanie-Palatinat a joué un rôle dans la décision des autorités d'intervenir au plus vite, car la direction des opérations aurait alors dû être transférée à la police de cet État. Un détachement d'une quinzaine d'hommes du SEK, circulant à bord de véhicules blindés, est chargé d'emboutir la voiture des malfaiteurs de manière à sonner le conducteur et à rendre le véhicule hors-service, puis, grâce à l'effet de surprise, de libérer rapidement les otages. L'officier Alfred Schürmann, qui commande le détachement, juge la méthode extrêmement risquée, mais se voit contraint d'obéir. Le GSG 9 prête son concours en déployant une partie de ses effectifs dans la zone, ce dont Schürmann n'est pas informé ; en outre, alors que le protocole d'intervention prévoyait initialement d'éteindre le moteur de la BMW à distance grâce à un émetteur prévu à cet effet, celui-ci a été oublié par mégarde.  
Dans la BMW, l'ambiance est plutôt détendue ; Rösner et Degowski assurent à leurs deux otages qu'ils vont bientôt les libérer et leur offrent à boire. Au kilomètre 38, près de Bad Honnef, Rösner s'arrête au bord de l'autoroute, car il a repéré derrière lui un SUV blanc, mais il s'agit en fait d'un journaliste. Lorsqu'il repart à 13 h 38, la police fait une intervention décisive : l'un des véhicules blindés vient emboutir la voiture conduite par Rösner et la pousse sur le côté, la mettant hors d'usage. Toutefois, les policiers ayant frappé le véhicule au niveau de la porte arrière, Rösner est indemne et riposte aussitôt, de même que Degowski. La police fait alors usage de grenades paralysantes et ouvre un feu nourri sur l’épave de la BMW (62 tirs recensés). Rösner est touché par deux balles, une à l'aine et une autre qui le blesse à la cuisse gauche et au bassin, tandis que Degowski est victime d'une syncope. Trois minutes après le début de l'assaut, les preneurs d'otages doivent déposer les armes et sont immédiatement arrêtés par les forces de l'ordre. Au cours de la fusillade, Silke Bischoff est tuée d’une balle tirée par l’arme de Rösner ou par la police. Son amie Ines Voitle, quoique blessée, parvient à s’enfuir en sautant dans un fossé et est recueillie par un membre du SEK.

## Réactions et conséquences
Considéré comme « l'un des crimes les plus spectaculaires de l'histoire allemande », le drame de Gladbeck a suscité de nombreuses critiques à l'égard de la police et des médias. De nombreux téléspectateurs assistant en direct aux événements ont initialement cru à une exagération de la part des journalistes. À travers des reportages et des interviews en direct, retransmis pendant trois jours devant des millions de téléspectateurs, ces derniers ont offert aux malfaiteurs une tribune inespérée qui a affecté la conduite des opérations, au détriment de la sécurité des otages. Plusieurs d'entre eux ont ainsi outrepassé le cadre de leurs fonctions en jouant le rôle de médiateur auprès des criminels ou en leur proposant occasionnellement leurs services. L'omniprésence de la presse a en outre compliqué le travail des forces de l'ordre, ; à Cologne, certains journalistes demandent même aux policiers chargés d'intervenir de montrer leur carte avant de les laisser passer. Un an après les faits, le journal Der Spiegel écrit : « Tout à leur impatience, les journalistes perdent leur distance d'observateurs, se transforment en larbins des criminels et deviennent eux-mêmes leurs complices. Avec négligence, ils franchissent la frontière entre informer et agir ».
L'attitude des médias vis-à-vis des otages est également remise en question. Toujours selon Der Spiegel, « la représentation du crime et de la violence ne connaît aucun tabou. La dépendance à l'excitation semble si forte chez les téléspectateurs que la station n'ose même plus dissimuler l'assassinat ou l'homicide involontaire ». À l'aire de repos de Grundbergsee, un journaliste demande à Silke Bischoff si elle se sent bien alors que Degowski pointe son revolver sur le cou de la jeune fille, tandis qu'un autre tient la tête d'Emanuele de Giorgi agonisant pour obtenir de meilleurs clichés. Un homme politique allemand conservateur a notamment déclaré à ce sujet qu'« il est insupportable que des gangsters soient en mesure de se mettre en scène à la télévision », estimant que « le public doit être informé, mais pas aux dépens des otages ni de la police ». Plus récemment, le journaliste Bernd Gäbler a écrit dans un article que « [les criminels] utilisèrent instinctivement les médias comme une scène et inversèrent la situation, prenant la police au dépourvu tout en suscitant la fascination auprès des journalistes et du grand public ». En France, la Gazette du Palais note que « la tragique prise d'otages de Gladbeck doit inciter les médias à se demander si dans certaines circonstances, ils ne sont pas amenés à dépasser leur rôle d'observation, de description et d'analyse des événements au profit de la tentation d'influer directement sur leur déroulement ». En raison des fautes commises par les journalistes lors de la prise d'otages, le Conseil de presse allemand statue, le 7 septembre 1988, que les preneurs d'otages ne devront plus être interviewés et qu'aucune tentative de médiation de la part des journalistes ne sera autorisée ; le code de la presse est élargi en conséquence. Dans un article du Süddeutsche Zeitung publié 20 ans après le drame de Gladbeck, quelques-uns des journalistes impliqués dans la couverture de l'événement ont déclaré regretter leur comportement au moment des faits, reconnaissant avoir implicitement aidé les malfaiteurs. Le président du principal syndicat de journalistes allemands (Deutscher Journalisten Verband), Michael Konken, qualifie la prise d'otages de Gladbeck d'« heure la plus sombre du journalisme allemand depuis la fin de la Seconde Guerre mondiale ».
La police endosse également une lourde responsabilité dans le dénouement tragique de la prise d'otages. Il lui est notamment reproché de n'avoir pas mis fin plus tôt à la fuite des criminels et d'avoir commis une série d'erreurs ayant contribué à la mort de deux personnes. L'enquête menée à la suite du drame a en effet révélé que les forces de l'ordre ont eu, à au moins trois fois, l'occasion de mettre fin à la prise d'otages avant le détournement du bus à Brême. Les investigations ultérieures ont mis en évidence des dysfonctionnements majeurs en termes de communication et de coordination entre les différents responsables et une profonde désorganisation des services de police, qui ne se sont pas montrés à la hauteur des événements. Les rivalités entre les unités de police ont également gêné la conduite des opérations. La décision d'arrêter Marion Löblich à l'aire de repos de Grundbergsee, à l'origine de la mort d'Emanuele de Giorgi, est révélatrice de la confusion existante entre le centre des opérations et les équipes présentes sur place. La police défend la version selon laquelle ses agents auraient agi en état de légitime défense, ce qui est contesté par les enregistrements radio, qui montrent que l'action a au contraire été planifiée, et par les témoins. L'absence d'ambulance sur les lieux du drame a été pointée du doigt, mais il est difficile de savoir si l'adolescent aurait pu être sauvé, le médecin ayant d'abord affirmé qu'il aurait pu l'être avec des soins plus précoces, avant de déclarer que sa blessure à la tête était trop grave. Les familles Bischoff et de Giorgi ont porté plainte contre la police pour homicide involontaire.
Les investigations ultérieures n’ont pas permis de savoir non plus si Rösner avait l’intention ou non de tuer Silke Bischoff. Pendant la fusillade, Rösner était installé en travers sur les deux sièges avant tandis que Löblich était recroquevillée devant le siège passager avant. Bischoff se trouvait sur le siège arrière, derrière la place du conducteur. Degowski, assis entre les otages, venait quant à lui d’être victime d’une syncope. Selon plusieurs responsables du SEK, Rösner visait entre les sièges avant. Les enquêteurs n’excluent pas toutefois la possibilité que le tir mortel de Rösner ait été provoqué par une réaction brusque du criminel consécutive à une vive douleur, Rösner ayant été touché par une balle dans la cuisse gauche qui a ensuite pénétré dans le flanc droit du bassin. L’avocat de la défense Rolf Bossi, qui a défendu Degowski lors du procès, a plaidé plusieurs fois en ce sens. Rösner a pour sa part nié devant le tribunal, ainsi que lors d’entretiens ultérieurs, avoir tiré sur Silke Bischoff. Le témoignage d’Ines Voitle affirme cependant que Rösner a délibérément placé la jeune femme entre les sièges afin d’appuyer son revolver sur sa tête.
La gestion des opérations a été si désastreuse que l'affaire prend une envergure politique. En réaction aux erreurs commises par la police, le sénateur de Brême Bernd Meyer démissionne. Le ministre de l'Intérieur de la Rhénanie-du-Nord-Westphalie, Herbert Schnoor, est critiqué par l'opposition pour n'avoir pas eu recours aux services des forces spéciales anti-terroristes et pour avoir retardé le processus d'intervention. Un parlementaire conservateur a ainsi déclaré que les policiers « auraient dû agir de manière plus décisive, même si cela signifiait de mettre la vie des otages en danger ». Pour sa part, le ministre a expliqué que l'intervention de la police n'aurait pas été nécessaire si les otages avaient été rapidement libérés par les braqueurs, mais qu'elle avait été justifiée à partir du moment où les malfaiteurs étaient devenus incontrôlables. De nombreuses voix réclament sa démission. Le journal Die Zeit souligne toutefois que la responsabilité personnelle du ministre ne saurait masquer les nombreuses déficiences structurelles de la police et recommande « plus d’exercices, plus de coordination, un meilleur équipement et plus de flexibilité ». Le drame de Gladbeck relance également le débat sur le « tir de sauvetage final » autorisant la police à abattre des malfaiteurs jugés dangereux, appliqué dans certains Lands conservateurs, mais rejeté par les sociaux-démocrates. Un sondage publié immédiatement après la prise d'otages montre que 67 % des Allemands de l'Ouest sont favorables à son utilisation par la police, contre 53 % l'année précédente.  
Depuis Gladbeck, la police allemande est désormais mieux préparée à la gestion des prises d'otages. Les unités de Rhénanie-du-Nord-Westphalie ont ainsi été restructurées et équipées de matériel moderne pour faire face à ce type d'intervention. 

### Poursuites judiciaires
Lors de leur procès, Rösner et Degowski sont accusés de chantage et de prise d’otages avec conséquences tragiques (assassinat pour Degowski et tentative d’assassinat pour Rösner). Le 22 mars 1991, les deux hommes sont condamnés par le tribunal d'Essen à la réclusion criminelle à perpétuité. Marion Löblich, la petite amie de Rösner, écope pour sa part d’une peine de neuf ans de prison.

#### Hans-Jürgen Rösner
En octobre 1999, Rösner est transféré de la prison de Gueldre à celle de Düsseldorf, dans l'arrondissement de Derendorf, pour trafic de drogue illégal en prison. Une demande de libération anticipée de Rösner est rejetée par la cour supérieure régionale de Hamm en 2004, de même qu’une réduction de sa peine. 
De 2004 à 2012, Rösner est incarcéré à la prison de Bochum où il tombe malade de l'hépatite C. Le 25 mars 2009, sept grammes d'héroïne sont retrouvés dans sa cellule. Pour cette possession illégale de drogue, sa peine est alourdie de six mois par un jury du tribunal du district de Bochum en août 2009. En 2012, Rösner est emprisonné à la prison de Rheinbach, puis à celle d’Aix-la-Chapelle en 2013. 
En octobre 2015, après 27 ans passés derrière les barreaux, Rösner quitte pour la première fois l'enceinte de la prison pendant quatre heures dans le cadre d'un dispositif d'accompagnement destiné à « maintenir les aptitudes vitales ». En novembre 2017, il suit une thérapie en vue de sa réinsertion sociale. 

#### Dieter Degowski
Degowski est incarcéré en 1992 à la prison de Werl. En 2008, il adresse une pétition de clémence qui est rejetée en mars 2009 par le ministre-président de la Rhénanie-du-Nord-Westphalie, Jürgen Rüttgers. Bien qu'il ait purgé sa peine minimale, la Chambre d’exécution pénale du tribunal du district d'Arnsberg décide en août 2013 de prolonger sa détention. 
À partir de 2014, il est autorisé à quitter la prison accompagné. Le 10 octobre 2017, il est annoncé que Degowski sera libéré de façon probatoire et se verra attribuer une nouvelle identité. L'accusation n’ayant pas voulu se prononcer sur la question, la décision devient définitive : le 15 février 2018, Degowski est libéré après presque 30 ans passés en prison.

#### Marion Löblich
Löblich est libérée après seulement six ans de prison pour bonne conduite au milieu des années 1990. Elle se marie alors une quatrième fois et déménage sous une nouvelle identité à Magdebourg.

### Victimes

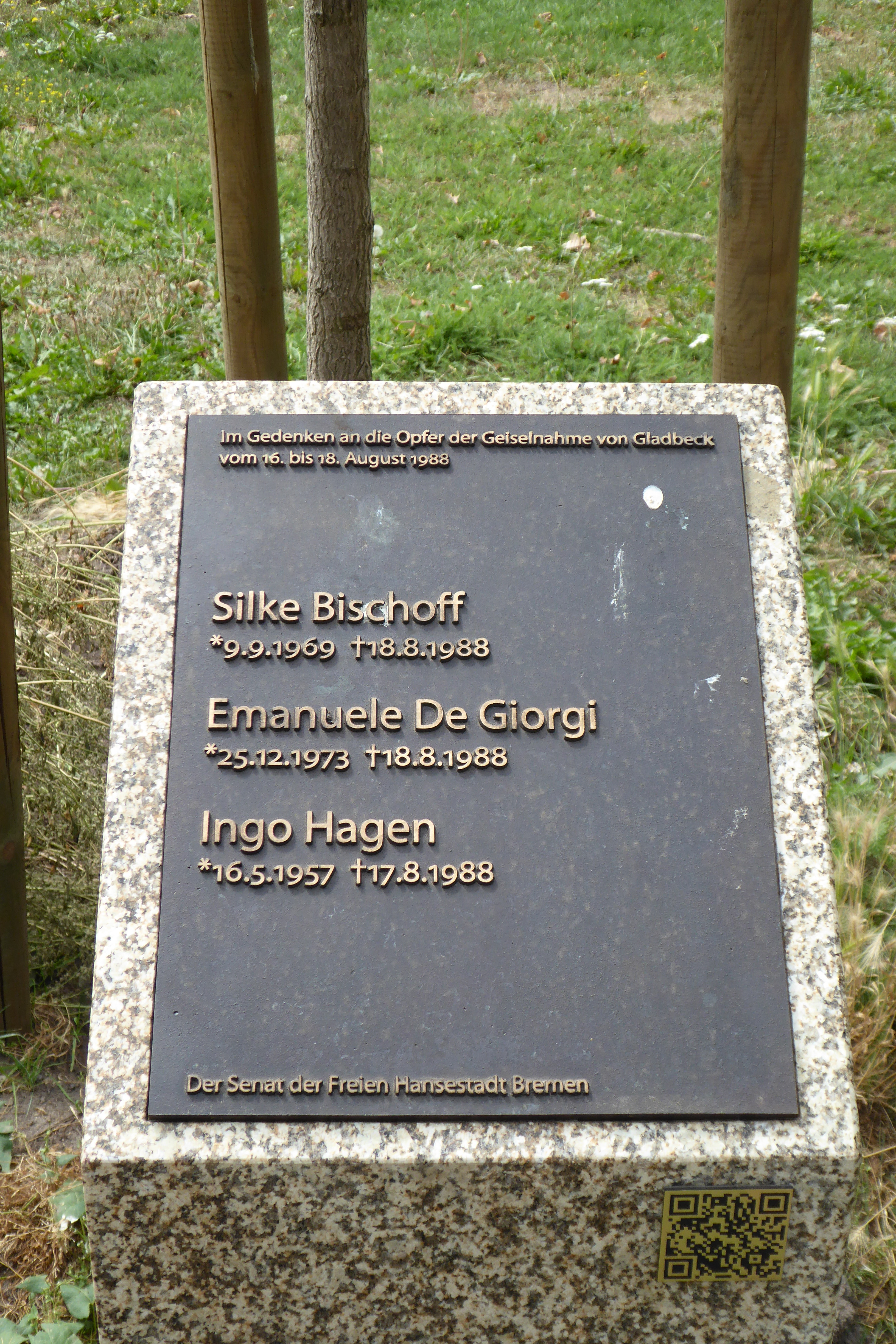
Stèle en hommage à Silke Bischoff, Emanuele de Giorgi et Ingo Hagen à la gare routière de Brême-Huckelriede.

Emanuele de Giorgi (né le 25 décembre 1973) est enterré à Surbo en Italie, au cours d'une cérémonie qui rassemble 25 000 personnes. Sa famille est retournée en Italie en 1988. Sa sœur Tatiana, mariée depuis et mère de quatre enfants, est restée marquée à vie par le drame. 
Silke Bischoff, âgée de 18 ans, était étudiante en droit et travaillait au tribunal du district de Brême. 
Ines Voitle, l'amie de Silke Bischoff, bien que blessée, survit, mais est victime de dépression pendant de nombreuses années. 
Le chauffeur du bus Paul Mikolajczak, alors âgé de 57 ans, est blessé et est victime d'une grave crise cardiaque après la fin de la prise d'otages.
Le policier Ingo Hagen, âgé de 31 ans, meurt dans la nuit du 17 août 1988, alors qu'il se rend à l'aire de repos de Grundbergsee pour documenter les événements. Aux alentours de 23 h, un camion percute la voie d'accès dans la rue Neuenlander en chantier et vient percuter frontalement le véhicule de police. Hagen est tué et un de ses collègues est blessé dans l'accident.

## Mémoire

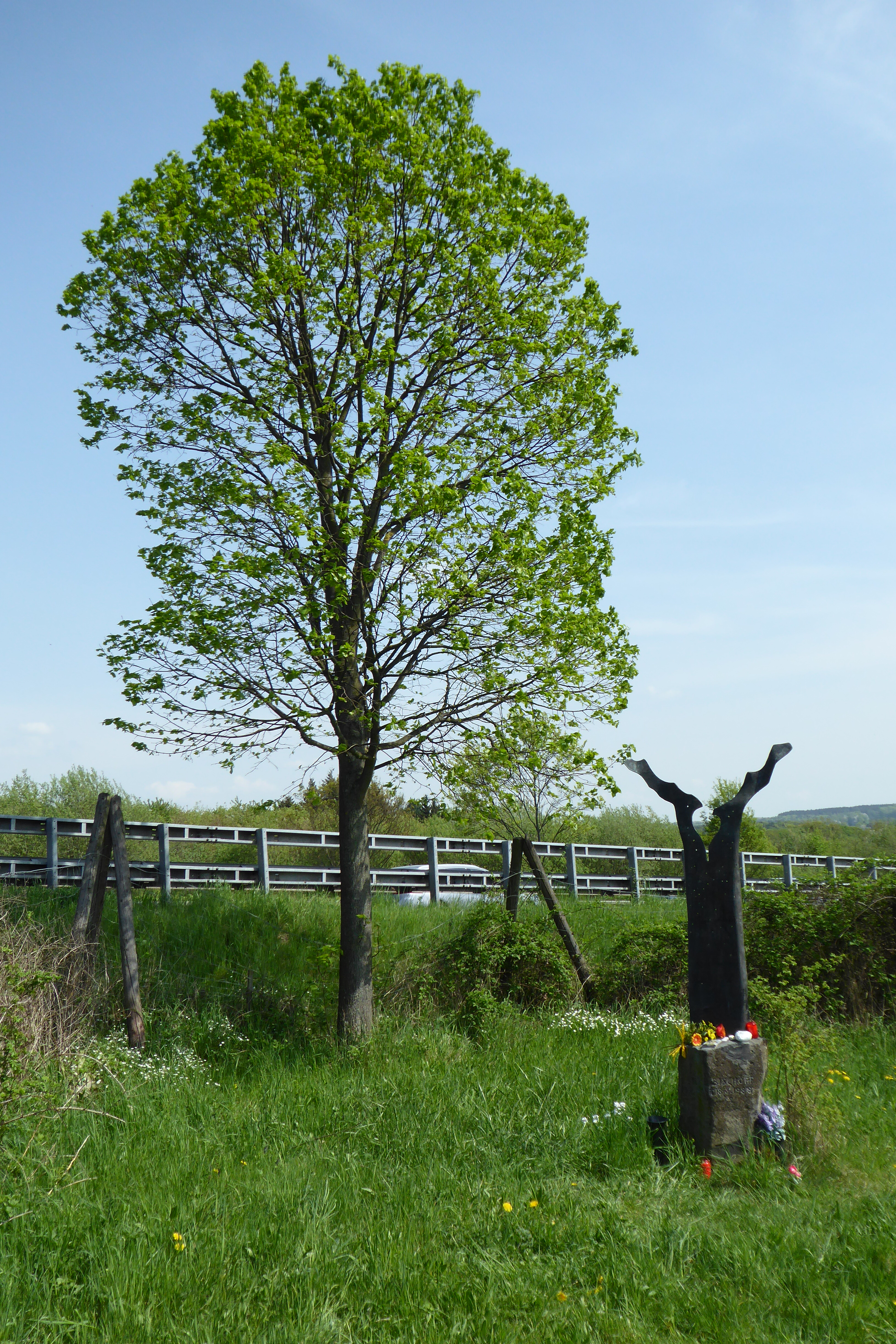
Sculpture et tilleul en mémoire de Silke Bischoff à Aegidienberg.

Sur l'autoroute A3, au kilomètre 38 en direction de Francfort-sur-le-Main, là où s'est achevée la prise d'otages, une croix de bois et un tilleul plantés par la société de construction routière de Bonn rappellent la mort de Silke Bischoff. La croix est enlevée en 2002 au moment des travaux du tunnel Aegidienberg de la ligne à grande vitesse Cologne-Rhin/Main. La mise en place d'un mémorial n'est initialement pas envisagée par les autorités de Bad Honnef, mais depuis 2009, une sculpture réalisée par Franz Hämmerle, de Windach, commémore le drame. Faite en acier, elle comporte 62 trous symbolisant le nombre de balles tirées par la police sur le véhicule des preneurs d'otages. Un site commémoratif a également été édifié derrière le mur anti-bruit de l'A3, à côté du pont de la Kochenbacher Straße.
En 2008, une proposition des habitants de Cologne visant à ériger une stèle en bronze à l'endroit où était garée la voiture des preneurs d'otages entourée par les passants et par les journalistes, le 18 août 1988, est rejetée par le conseil municipal de la ville.
Fin mars 2019, sur décision du Sénat de Brême, une stèle à la mémoire de Silke Bischoff, Emanuele de Giorgi et Ingo Hagen est érigée à la gare routière de Brême-Huckelriede.

## Dans les arts et la culture populaire

### Filmographie

#### Cinéma
En 2014, l'ARD annonce vouloir produire un film sur la prise d'otages. Plus de deux ans après cette annonce, le tournage est réalisé par Kilian Riedhof. Rösner tente de bloquer la production du film par une action en justice, mais sa demande est rejetée,. Intitulé Gladbeck, le film est diffusé en deux parties par l'ARD les 7 et 8 mars 2018.

#### Télévision
Au milieu des années 1990, un documentaire dramatique retraçant les événements est réalisé par la chaîne de télévision RTL, avec la participation des témoins directs. Le film est diffusé en août 1998 sous le titre Wettlauf mit dem Tod – Das Geiseldrama von Gladbeck (« La course à la mort - Le drame des otages de Gladbeck »).
Le documentaire 1988 – Das Drama von Gladbeck de la série « 100 Jahre – Der Countdown », dont il constitue le 9e épisode de la 9e saison, est diffusé en Allemagne en 1999.
Le documentaire Gladbeck – Dokument einer Geiselnahme réalisé par Michael Gramberg, à partir des images tournées à l'époque par les chaînes de télévision allemandes, est diffusé en Allemagne en 2006,.
Un documentaire de Uli Weidenbach intitulé Das Geiseldrama von Gladbeck est diffusé par la chaîne ZDF dans le cadre du programme ZDF-History en Allemagne en 2013.
Le documentaire Das Geiseldrama von Gladbeck – Danach war alles anders, signé Nadja Kölling, montre des images d'époque ainsi que des interviews de témoins et de proches des victimes. Il est diffusé en Allemagne en 2018.

### Littérature
Le roman Un été allemand du journaliste Peter Herring, publié en 2013, est consacré à la prise d'otages de Gladbeck.

### Théâtre
Le dramaturge Bernard-Marie Koltès s'est inspiré de la prise d'otages de Gladbeck pour l'une des scènes de sa pièce Roberto Zucco, écrite en 1988.